# 174 Phaedra
Phaedra (asteroide 174) é um asteroide da cintura principal com um diâmetro de 69,24 quilómetros, a 2,4419601 UA. Possui uma excentricidade de 0,1458847 e um período orbital de 1 765,75 dias (4,84 anos).
Phaedra tem uma velocidade orbital média de 17,61496275 km/s e uma inclinação de 12,12754º.
Este asteroide foi descoberto em 2 de Setembro de 1877 por James C. Watson.
Este asteroide recebeu este nome em homenagem à personagem Fedra da mitologia grega.